# Earl av Orford

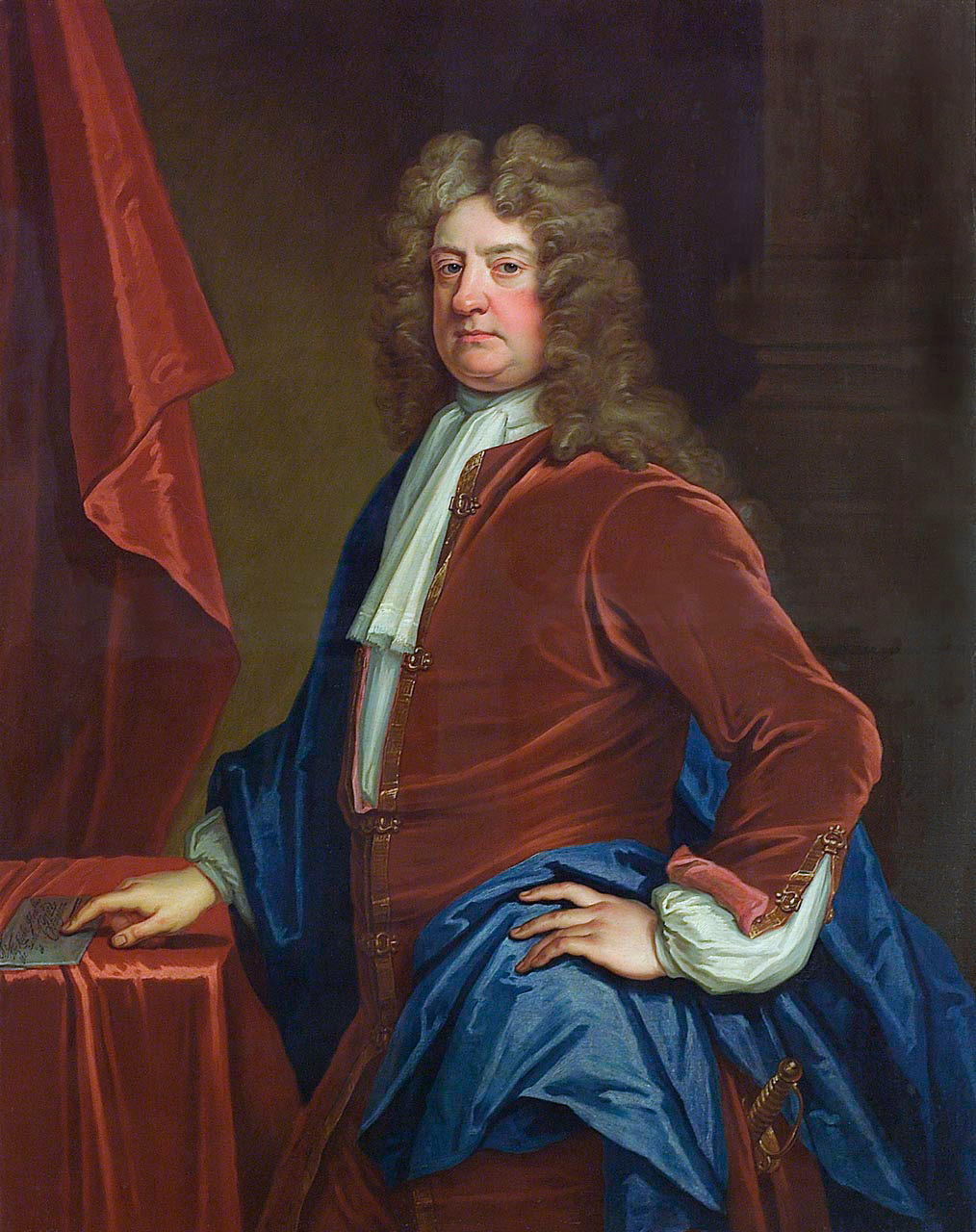
Edward Russell, 1:e earl av Orford.

Earl av Orford är en brittisk adelstitel som utdelats tre gånger.

## Earler av Orford (första förläningen, 1697)
- Edward Russell, 1:e earl av Orford (1652–1727)

## Earler av Orford (andra förläningen, 1742)
- Robert Walpole, 1:e earl av Orford (1676–1745)
- Robert Walpole, 2:e earl av Orford (1701–1751)
- George Walpole, 3:e earl av Orford (1730–1791)
- Horace Walpole, 4:e earl av Orford (1717–1797)

## Earler av Orford (tredje förläningen, 1806)
- Horatio Walpole, 1:e earl av Orford (1723–1809)
- Horatio Walpole, 2:e earl av Orford (1752–1822)
- Horatio Walpole, 3:e earl av Orford (1783–1858)
- Horatio Walpole, 4:e earl av Orford (1813–1894)
- Robert Horace Walpole, 5:e earl av Orford (1854–1931)